# آندین: تاریخ‌نگاری سفر ارمنیان
آندین: تاریخ‌نگاری سفر ارمنیان (به ارمنی:Անդին. հայոց ճանապարհորդության տարեգրություն) یک مستند حماسی است که به کارگردانی روبن گینی ساخته شده است. این فیلم به روابط تاریخی ارمنی‌ها که به هند، چین و دیگر کشورهای موجود در مسیر جاده ابریشم سفر می‌کردند، می‌پردازد.

## تولید
به دلیل تعداد بسیار کم پژوهشگرانی که به زبان ارمنی مسلط هستند، بیشتر مواد مطالعاتی مرتبط که در دوره شوروی تولید شده‌اند، هرگز در اروپا منتشر نشده‌اند. این دقیقاً دلیلی است که سازندگان فیلم هدف خود را بر افشای تمام حقایق شناخته‌شده‌ای که بر تاریخ جهان تأثیر گذاشته‌اند، قرار دادند. در جستجوی مواد آرشیوی منحصربه‌فرد، نسخه‌های خطی، ژورنال‌های شخصی و خاطرات از کتابخانه‌های پاریس، لندن، مکزیک و لیسبون فیلم‌برداری شدند.
این مستند برای هر دو گروه بینندگان عادی و متخصصان تاریخ جاده ابریشم و تجارت ادویه طراحی شده است.

## تیم تولید
فیلم توسط روبن گینی کارگردانی شده است که تجربه شرکت در چندین اکتشاف باستان‌شناسی در حوضه تاریم را داشته است. طی سه سال فیلم‌برداری، تیم تولید آندین از ۷۲ شهر در ۱۱ کشور در ۴ قاره بازدید کرده‌اند. این پروژه در مجموع شاهد همکاری ۷ فیلم‌بردار بود.

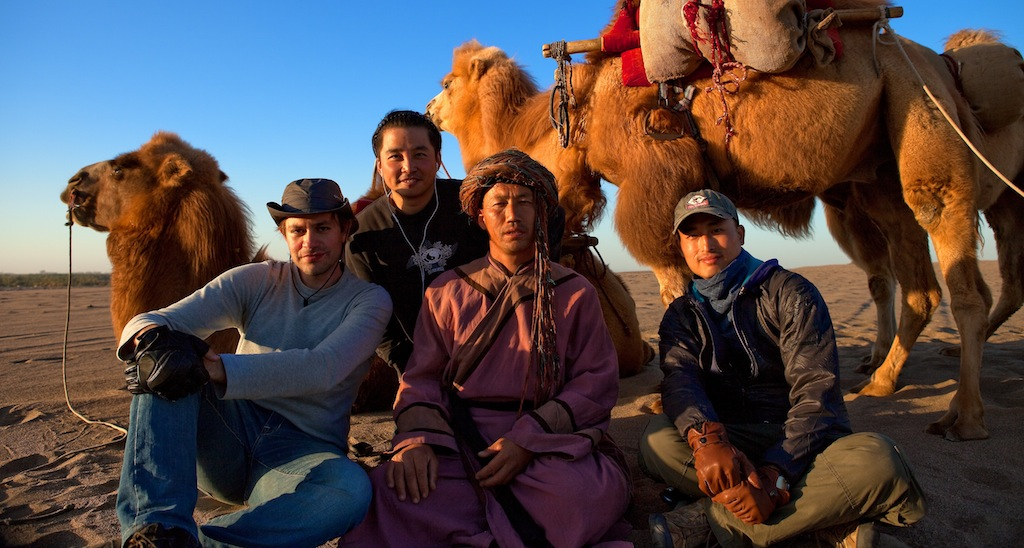
تیم فیلم‌برداری به همراه بومیان واحه دان‌هوانگ، ۲۰۱۲.

در اوت ۲۰۱۲، یکی از اعضای تیم در کلکته در میانه شیوع تب دنگی درگذشت.
در مراحل پایانی، لوئیس آرگوئلس، آهنگ‌ساز مکزیکی که پیشتر بر روی فیلمی با نام «Aquí y allá» کار کرده بود و برنده جشنواره کن، شده بود، به تیم پیوست. او بیش از یک سال صرف تمرین دودوک، ساز ملی ارمنستان، کرد تا موسیقی این فیلم را بنویسد.

## دستاوردها
در طی ساخت این مستند برای نخستین بار، ویرانه‌های شهر بازرگانی باستانی دوین ارمنستان در این فیلم به نمایش درآمد که با یک مدل سه‌بعدی از شهر ترکیب شده بود. کارگردان موفق شد مجوز فیلم‌برداری درون غار منحصربه‌فرد آرنی-۱ را کسب کند، جایی که قدیمی‌ترین کفش آرنی-۱ شناخته‌شده در جهان و یک شراب‌خانه آرنی-۱ مربوط به عصر مس در سال ۲۰۰۷ کشف شدند.

## یافته‌های تاریخی
در طول فیلم‌برداری در کشورهای مختلف که در نسیر جاده ابریشم قرار داشتند، تعدادی از کشفیات مهم توسط تیم تولید مستند صورت گرفت:
- سنگ «پانتوسوف» که از سال ۱۸۹۴ گمشده بود، پیدا شد.[۶]
- فیلم‌برداری زیر آب از کشتی افسانه‌ای دزد دریایی ویلیام کید در محل کشف آن در سواحل سانتو دومینگو در سال ۲۰۰۷ انجام شد.
- فیلم‌برداری از نسخه اصلی دست‌نویس مورخ هتوم پاتمیچ (هتوم پاتمیچ)، که سفر پادشاه ارمنی هتوم یکم به مرزهای چین در سال ۱۲۵۴ را توصیف می‌کند.

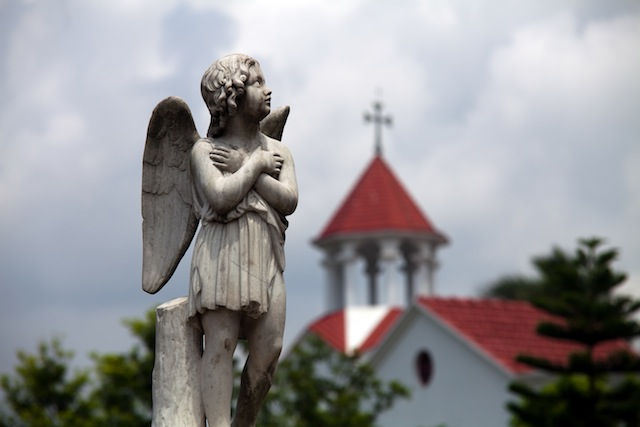
نمایی از فیلم در گورستان ارمنیان در کلیسای جامع تثلیث مقدس در تنگرا

- تلاش‌هایی برای یافتن صومعه افسانه‌ای در سواحل ایسیک‌کول انجام شد؛ جایی که بر اساس اطلس کاتالان، بقایای سنت متی، یکی از حواریون، نگهداری می‌شود.
- برای اولین بار، از یک سند در آرشیو ملی مکزیک فیلم‌برداری شد که حضور تاجران ارمنی در دنیای جدید را در مراحل اولیه دوره استعمار تأیید می‌کند.[۷]
- شهر باستانی دوین به صورت سه‌بعدی بازسازی شد.[۸]

## انتشار
این فیلم در تاریخ ژوئیه ۲۰۱۴ در جشنواره فیلم زردآلوی طلایی ایروان به نمایش درآمد و جایزه اتحادیه فیلم‌سازان ارمنستان را برای بهترین فیلم مستند دریافت کرد. در تاریخ ۹ سپتامبر ۲۰۱۴، این فیلم به‌طور جداگانه در ایروان و آن هم در یک نمایش عمومی به نمایش درآمد که در آن گالوست ساهاکیان، رئیس مجلس ملی جمهوری ارمنستان و نمایندگانی از سفارت چین در ارمنستان حضور داشتند.
در نوامبر ۲۰۱۴، فیلم در آمریکای شمالی در جشنواره بین‌المللی فیلم انار به نمایش درآمد و جوایز «تقدیر ویژه هیئت داوران» و «انتخاب مخاطبان برای بهترین فیلم مستند» را دریافت کرد. یک ماه بعد، سازندگان فیلم به اولین جشنواره بین‌المللی فیلم جاده ابریشم در شهر فوشو، چین دعوت شدند.

## بازخورد
آندین در لیست چندین منتقد از بهترین فیلم‌های سال ۲۰۱۴ قرار گرفت، از جمله: شماره ۶ در «ده فیلم برتر ۲۰۱۴» توسط الکس دئون.

### جوایز و نامزدی‌ها
| سال  | گروه                          | جایزه                                                         | نتیجه |
| ---- | ----------------------------- | ------------------------------------------------------------- | ----- |
| ۲۰۱۴ | جشنواره بین‌المللی فیلم ایروان | جایزه اتحادیه فیلم‌سازی برای بهترین فیلم مستند                 | برنده |
| ۲۰۱۴ | جشنواره بین‌المللی فیلم انار   | انتخاب مخاطبان برای بهترین فیلم مستند، تقدیر ویژه هیئت داوران | برنده |
| ۲۰۱۴ | جایزه رئیس‌جمهور ارمنستان      | برای بهترین پروژه هنری سال                                    | برنده |